# Нора (име)
Вижте пояснителната страница за други значения на Нора.
Нора е женско име.
Произходът му е от латинската дума honora, в превод чест. Името е широко разпространено в Ирландия. Понякога се ползва като съкратена форма на Елеонора.
На арабски език името Nurah (араб. نورة‎) означава „светлина“.